# دالة راستريجن
في الإستمثال الرياضي , تعتبر دالة راستريجن  دالة غير محدبة وتستخدم كمشكلة اختبار في الإستمثال الخوارزمي .

وهو مثال نموذجي للدالة غير الخطية متعددة الوسائط .

## الدالة
تم تقديم الدالة بواسطة راستريجن . كدالة في بعدين .وتم تعميم الدالة بواسطة Mühlenbein et al . 

ومشكله هذة الدالة هو العثور على القيمة الصغرى , بسبب مجال البحث الكبير للدالة . 

والصيغة الرياضية لهذة الدالة هي : 

{\displaystyle f(\mathbf {x} )=An+\sum _{i=1}^{n}\left[x_{i}^{2}-A\cos(2\pi x_{i})\right]}
حيث : 

{\displaystyle A=10} 

و 

{\displaystyle x_{i}\in [-5.12,5.12]}.
وقيمتها الصغرى عند {\displaystyle \mathbf {x} =\mathbf {0} } , بشرط أن تكون {\displaystyle f(\mathbf {x} )=0} .